# سن لارنس، جرسی
سن لارنس، جرسی (به لاتین: Saint Lawrence, Jersey) یک سکونتگاه مسکونی در جرزی است که در جرزی واقع شده‌است.

## خصوصیات
سن لارنس ۹٫۵ کیلومترمربع مساحت و ۵٬۴۱۸ نفر جمعیت دارد.

## خواهرخوانده
شهر Barneville-Carteret خواهرخواندهٔ سن لارنس، جرسی هست.